# Deracanthina deracanthoides
Deracanthina deracanthoides är en insektsart som först beskrevs av Bei-bienko 1933.  Deracanthina deracanthoides ingår i släktet Deracanthina och familjen vårtbitare.

## Underarter
Arten delas in i följande underarter:
- D. d. beybienkoi
- D. d. deracanthoides